# Tatsuya Yoshihara
Tatsuya Yoshihara (吉原 達矢, Yoshihara Tatsuya) est un animateur et réalisateur d'anime japonais né le 9 décembre 1988.
Il est principalement connu pour avoir réalisé la série Black Clover et pour son travail comme sous-réalisateur en charge des scènes d'action sur l'adaptation animée de Chainsaw Man.

## Biographie

### Jeunesse et débuts dans l'animation
Yoshihara n'est pas intéressé par une carrière dans les arts créatifs avant sa dernière année de lycée. Alors qu'il quitte son club lycéen, il se remet plus assidûment à lire des mangas et regarder des animes, et les différences entre les deux supports le font s'intéresser à une carrière comme animateur et de faire des études dans ce secteur.
Il entre dans une école spécialisée, mais pressé de travailler pour un studio d'animation, il arrête le cursus au bout d'un an pour trouver un poste d'animateur.

### Ascension précoce
Yoshihara se révèle très tôt comme un animateur très prolifique, capable de travailler sur différents épisodes de plusieurs séries la même année, et monte très vite du rang d'intervalliste au rang d'animateur clé en 2008, à seulement 20 ans,.
En 2011, il fait ses débuts tout aussi précoces (à 23 ans) dans la réalisation en réalisant des épisodes bonus non-télévisés de la série Princesse Résurrection, puis prend plus d'importance en réalisant et story-boardant de nombreux épisodes de Sket Dance, le tout pour le studio Tatsunoko Production,. Deux ans plus tard, il réalise sa première œuvre complète en adaptant le light novel Arve Rezzle (en) pour le compte du programme Anime Mirai de cette année-là.
En 2015, il réalise coup sur coup ses deux premières séries télévisées : Yoru no Yatterman, spin-off original d'une ancienne franchise de super-héros, et l'adaptation du manga Monster Musume no iru Nichijō, respectivement pour Tatsunoko et Lerche, avant de réaliser également l'adaptation du manga Long Riders!.
Entre 2017 et 2021, il est quasi-exclusivement occupé à travailler sur l'adaptation fleuve du manga Black Clover qu'il réalise pour le studio Pierrot et où il s'investira beaucoup, au point de s'émouvoir publiquement d'une production compliquée, et de quémander publiquement des animateurs faute de ressources présentes au studio certains mois,.
Il est ensuite appelé pour travailler sur l'adaptation de Chainsaw Man, où il occupe le rôle spécifique d'action director, un poste de sous-réalisateur supervisant les scènes d'action, nombreuses dans la série.

## Style et influences
Yoshihara est un représentant du courant d'animation dit « webgen », représentant le style des jeunes animateurs arrivés dans l'industrie à partir des années 2010 et ayant appris le dessin et l'animation en premier lieu via un support numérique et publiant leurs créations sur le Web, sous forme de GIFs animés ou d'animations courtes sur les réseaux sociaux. Il fait régulièrement appel à des animateurs de cette génération (faisant lui-même partie de ce courant) depuis ses débuts dans la réalisation, en particulier dès le milieu des années 2010 pour des séries comme Muromi-san (en) ou Yoru no Yatterman.
Soucieux depuis ses débuts du bien-être des animateurs à ses ordres, il a ainsi permis à beaucoup d'animateurs amateurs ou encore étudiants de rentrer dans le milieu, souvent faute de ressources sur des productions difficiles comme celle de Black Clover,. À la suite de la production de Black Cover et de ses participations à Jujutsu Kaisen, Wonder Egg Priority et Chainsaw Man notamment, il est considéré comme un animateur réputé pour ses scènes d'action,.

## Filmographie
Sauf mention contraire explicite, les informations de cette section sont tirées des cartons de crédits des œuvres mentionnées, ou de bases de données compilant ces mêmes crédits,,.

### Séries principales
| Année     | Titre                         | Rôle(s) |
| --------- | ----------------------------- | --- |
| 2008      | Kanokon                       | Animation clé, intervalles                                                                                             |
| 2008      | Macross Frontier              | Animation clé, intervalles                                                                                             |
| 2008      | Shugo Chara!                  | Animation clé, intervalles                                                                                             |
| 2008      | Akane-Iro ni Somaru Saka      | Animation clé |
| 2008–2009 | Zettai Karen Children (en)    | Animation clé, intervalles                                                                                             |
| 2008–2010 | Reborn!                       | Animation clé |
| 2009      | Saki                          | Animation clé |
| 2009      | Gokujō!! Mecha Mote Iinchō    | Animation clé |
| 2009      | Spice & Wolf II               | Animation clé |
| 2009      | Beyblade: Metal               | Animation clé |
| 2009      | Nyan Koi!                     | Animation clé |
| 2010      | Yutori-chan (ja)              | Animation clé |
| 2010      | The Qwaser of Stigmata        | Animation clé |
| 2010      | Weiß Survive (en)             | Direction d'animation, animation clé                                                                                   |
| 2010      | Kiss X Sis                    | Animation clé |
| 2010      | Ikki Tousen XTREME XECUTOR    | Animation clé |
| 2010      | Seitokai Yakuindomo           | Animation clé |
| 2010      | Tantei Opera Milky Holmes     | Direction d'animation, animation clé                                                                                   |
| 2011      | A Channel (en)                | Animation clé |
| 2011      | Hoshizora e Kakaru Hashi (en) | Animation clé |
| 2011–2012 | Sket Dance                    | Réalisation et story-board d'épisodes, direction d'animation, animation clé                                            |
| 2013      | BlazBlue Alter Memory (en)    | Direction d'animation, animation clé                                                                                   |
| 2014      | Barakamon                     | Direction d'animation, animation clé                                                                                   |
| 2014–2015 | Dragon Collection (en)        | Character design, directeur d’animation en chef, animation clé                                                         |
| 2015      | Yoru no Yatterman             | Réalisateur, réalisation et story-board d'épisodes et de générique, animation clé                                      |
| 2015      | Monster Musume no iru Nichijō | Réalisateur, réalisation et story-board d'épisodes                                                                     |
| 2016      | Ooya-san wa Shishunki! (en)   | Générique solo (réalisation, story-board, animation clé)                                                               |
| 2016–2017 | Long Riders!                  | Réalisateur, réalisation et story-board d'épisodes et de génériques, animation clé                                     |
| 2017      | Frame Arms Girl (en)          | Générique solo (réalisation, story-board, animation clé)                                                               |
| 2017      | Fate/Apocrypha                | Animation clé |
| 2017–2021 | Black Clover                  | Réalisateur, réalisation et story-board d'épisodes et de génériques, direction d'animation, animation clé, intervalles |
| 2021      | Jujutsu Kaisen                | Animation clé |
| 2021      | Idol Land PriPara (ja)        | Générique solo (réalisation, story-board, animation clé)                                                               |
| 2022      | Chainsaw Man                  | Sous-réalisateur (action director), réalisation et story-board d'épisodes                                              |
| 2023      | Frieren                       | Animation clé |

### Films
| Année | Titre                                     | Rôle(s)                       |
| ----- | ----------------------------------------- | ----------------------------- |
| 2010  | Magical Girl Lyrical Nanoha The Movie 1st | Animation clé                 |
| 2013  | Arve Rezzle (en) (court-métrage)          | Réalisateur                   |
| 2013  | Hunter × Hunter - The Last Mission        | Sous-réalisateur, story-board |
| 2021  | Jujutsu Kaisen 0                          | Animation clé                 |
| 2023  | Black Clover: L'épée de l'empereur-mage   | Sous-réalisateur, story-board |

### Autres
| Année     | Titre                             | Type      | Rôle(s)                                                      |
| --------- | --------------------------------- | --------- | ------------------------------------------------------------ |
| 2010      | BlazBlue: Continuum Shift         | Jeu vidéo | Animation clé                                                |
| 2010      | Tantei Opera Milky Holmes         | Jeu vidéo | Animation clé (générique)                                    |
| 2010–2011 | Princesse Résurrection            | OVA       | Réalisation d'épisodes, direction d'animation, animation clé |
| 2011      | Disgaea 4: A Promise Unforgotten  | Jeu vidéo | Animation clé                                                |
| 2011      | Koe de Oshigoto! (en)             | OVA       | Animation clé                                                |
| 2011      | Senran Kagura: Skirting Shadows   | Jeu vidéo | Animation clé (générique)                                    |
| 2019      | Eve - Raison d'être               | Clip      | Animation clé                                                |
| 2024      | After the Rain (en) - Tokyo Clone | Clip      | Animation clé                                                |